# Setaria scandens
Setaria scandens är en gräsart som beskrevs av Heinrich Adolph Schrader. Setaria scandens ingår i släktet kolvhirser, och familjen gräs. Inga underarter finns listade i Catalogue of Life.